# 1471 Tornio
1471 Tornio је астероид главног астероидног појаса са пречником од приближно 33,04 .
Афел астероида је на удаљености од 3,039 астрономских јединица (АЈ) од Сунца, а перихел на 2,397 АЈ.
Ексцентрицитет орбите износи 0,118, инклинација (нагиб) орбите у односу на раван еклиптике 13,629 степени, а орбитални период износи 1637,331 дана (4,482 године).
Апсолутна магнитуда астероида је 10,70 а геометријски албедо 0,084.
Астероид је откривен 16. септембра 1938. године.